# Hiéroglyphe égyptien N26
Pour les articles homonymes, voir Val.
Le val en hiéroglyphes égyptiens, est classifié dans la section N « Ciel, Terre, Eau » de la liste de Gardiner ; il y est noté N26.

## Représentation
Il représente un val encadrée de deux monts ou montagnes. Il est parfois posé sur une bande bleu faisant référence aux limon adjacent au Nil ou simplement le fleuve lui même. Il est translitéré ḏw ou dw.

## Usage
| N26 · Z1 | / | N26 | G44 |

| N26 · Z1 | / | N26 | G44 |

d'où découle sa fonction en tant que phonogramme bilitère de valeur ḏw et plus tard dw.

## Exemples de mots
| U23 | b | N26 · O49 |

| U23 | b | N26 · O49 |

| M42 · N26 | E1 · Z2 |

| M42 · N26 | E1 · Z2 |

| x | w | N26 | w |

| x | w | N26 | w |